# Abdalqadir as-Sufi
Abdalqadir as-Sufi, nombre de nacimiento Ian Dallas (Ayr, Escocia, Reino Unido, 1930-Ciudad del Cabo, Sudáfrica, 1 de agosto de 2021), fue un ulema y filósofo británico, sheik de tarbiyah (Instrucción), líder de la Tariqa Darqawi-Shadhili-Qadiri, fundador del Movimiento Mundial Murabitun y autor de numerosos libros sobre el islam, el sufismo (Tasawwuf) y la teoría política. Fue un dramaturgo y actor antes de convertirse al islam en 1967 con el imán de la mezquita al-Qarawiyyin (Qarawiyyin Mezquita) en Fez, Marruecos.

## Primeros años
Es descendiente del crítico literario y escritor E. S. Dallas. Viajó mucho por Grecia, Francia e Italia.
En 1963 actuó en la película de Federico Fellini 8½ como "Il partner della telepata".
Abdalqadir as-Sufi ha trabajado en la difusión del islam desde entonces y tiene estudiantes de todo el mundo en diversos países. Sigue escribiendo, entre sus últimas publicaciones están El libro de Tawhid, El libro de Hubb, El libro de Amal y El libro de Safar, y como Ian Dallas "Obras Completas de Ian Dallas", "La Ciudad Entera" y "El Tiempo del beduino" - sobre la política del poder, "Renovación política" y "El Ínterin es mío" (2010). Actualmente reside en Ciudad del Cabo, Sudáfrica, donde tiene reuniones regulares de dhikr y la enseñanza de las ciencias islámicas.